# Aeroporto de Zurique
O Aeroporto de Zurique (em alemão: Flughafen Zürich) (código IATA: ZRH, ICAO LSZH) situa-se em Kloten, Cantão de Zurique (alemão: Kanton Zürich), Suíça, localizado a 12 km (8 milhas) ao norte de Zurique e é administrado pela Unique Airport.
É o maior aeroporto da Suíça e dos 10 maiores da Europa com uma área total de 800 hectares, uma capacidade máxima de chegadas de 36 aeronaves por hora e de partidas de 32 aeronaves por hora, oferecendo globalmente a capacidade para 66 aeronaves por hora.(Network, 2008).
Localizado a 10 minutos de táxi ou de comboio do centro da cidade, o aeroporto é um dos mais modernos da Europa. Com sua arquitetura suntuosa e funcional, recebe todos os dias milhares de passageiros aos quais oferece as melhores lojas e serviços, como restaurantes, lounges, berçários, enfermaria, espaços de recreio, salas VIP e mais de 120 companhias aéreas de todo o mundo, o aeroporto tem 2 terminais:
- Terminal A, para voos europeus
- Terminal B, para voos intercontinentais e fretados

A estação de comboios do aeroporto (Zürich Flughafen) tem lugar, sob o Terminal B, de onde partem os comboios para o centro de Zurique e muitas outras cidades e destinos turísticos na Suíça. (Aéroport de Zurich - Guide, 2008).

## História
A sua construção começou em 1945 e em 1948 tinha 2 pistas em serviço, depois disso veio a sofrer alterações de ampliação em 1958, 1971 e 1980. Sendo que agora tem 3 pistas de serviço, cada uma com 60m de largura e a maior com 3700m de comprimento. Em 2003 o aeroporto concluiu um projecto de grande ampliação, como um novo parqueamento e um metro para mover os passageiros de terminal para terminal.(Aeromagazine, 2008).

## Prémios
Eleito pelo Conselho Internacional de Aeroportos (International Airports Council – ACI) em 2007 no Dubai como o melhor aeroporto europeu em termos de satisfação geral dos passageiros, o aeroporto de Zurique não mede esforços para manter a plena satisfação dos milhares de passageiros que todos os dias utilizam seus múltiplos serviços.

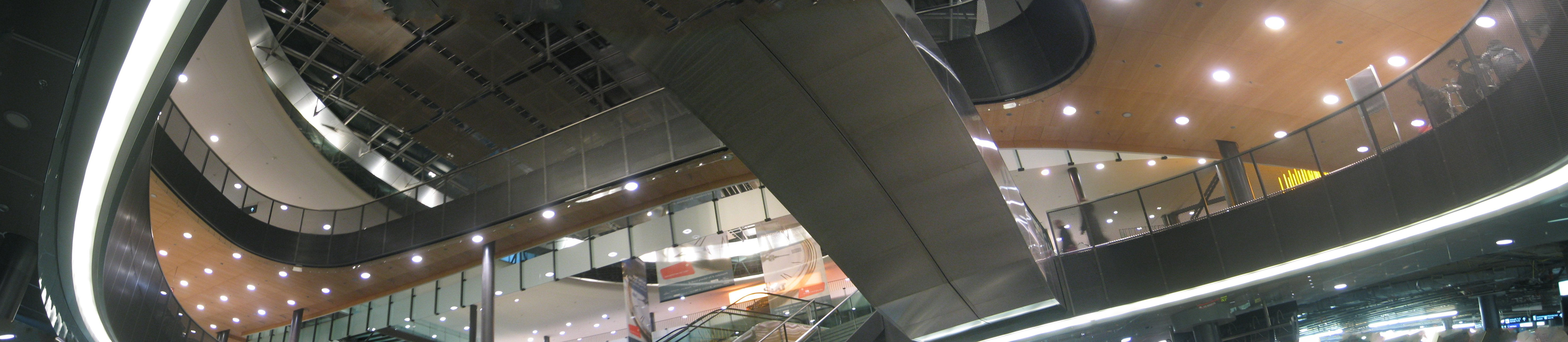
Interior do Aeroporto de Zurique

Em 2008 foi a vez do Aeroporto de Zurique a conquistar o prêmio mais concorrido do ramo, distribuído pela conceituada revista “Business Traveller”, o célebre “Business Traveller Award 2008”. Na categoria ”Trânsito de Correspondência na Europa”, o aeroporto obteve a pontuação mais alta; na avaliação geral “Melhores aeroportos do mundo”, ficou em terceiro lugar (atrás de Singapura e Hong Kong)

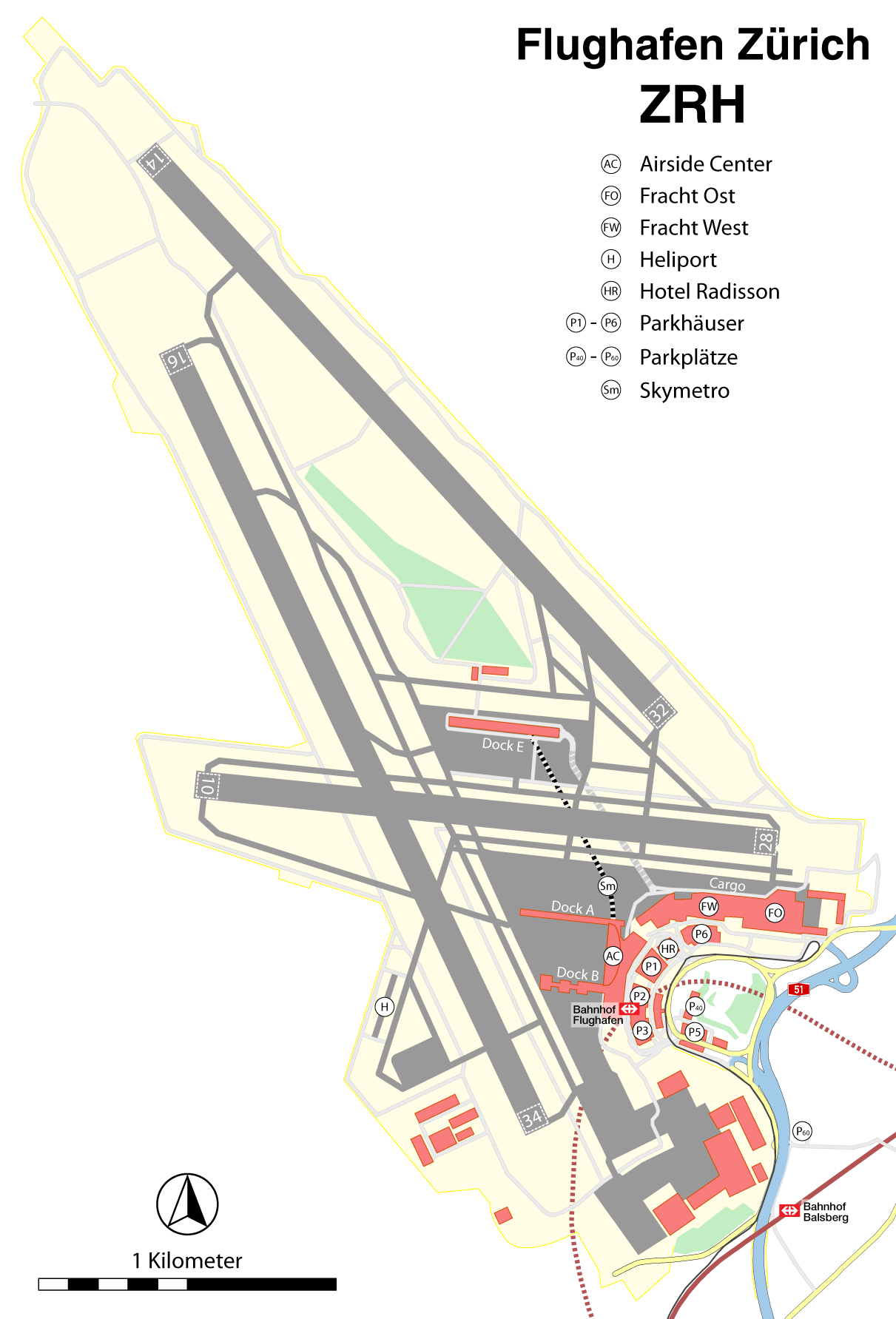

## Companhias Aéreas
Companhias que operam no aeroporto:(Flylowcostairlines, 2008).
- Adria Airways (Liubliana)
- Aer Lingus (Dublin)
- Aeroflot (Moscovo-Sheremetyevo)
- Air Baltic (Riga)
- Air Canada (Toronto-Pearson)
- Air France (Lyons)
- Air Malta (Malta-Luqa)
- CityJet (Paris-Charles de Gaulle)
- American Airlines (Nova York-JFK)
- Armavia (Erevan)
- Austrian Airlines (Vienna)
- Blue Islands (Guernsey, Jersey, Southampton)
- bmi Regional (Edinburgh)
- British Airways (Londres-Gatwick, Londres-Heathrow)
- BA CityFlyer (Londres-Cidade)
- Bulgaria Air (Sofia)
- Cirrus Airlines (Dresden, Salzburg)
- City Airline (Gothenburg-Landvetter)
- Contact Air (Stuttgart, Warsaw)
- Croatia Airlines (Dubrovnik, Split, Zagreb)
- Cyprus Airways (Larnaca)
- Czech Airlines (Praga)
- Delta Air Lines (Atlanta, Nova York-JFK)
- easyJet (Londres-Gatwick, Londres-Luton)
- Edelweiss Air (Agadir, Arrecife, Bourgas, Cagliari [begins 17 May], Cancun, Casablanca, Colombo, Corfu, Djerba, Faro, Fortaleza, Fuerteventura, Heraclião, Holguin, Hurgada, Ibiza, Jerez, Kos, Larnaca, Las Palmas, Lesbos, Luxor, Male, Mallorca, Marrakech, Marsa Alam, Mersa Matrouh, Minorca, Mombaça, Monastir, Montego Bay, Míkonos, Olbia, Palma de Mallorca, Phuket, Priština, Puerto Plata, Punta Cana, Rhodes, Rio de Janeiro, Salvador da Bahia, Samos, Santorini, Sharm el-Sheikh, Escíato, Tenerife-Reina Sofia, Varadero, Varna, Zacinto, Zanzibar)
- El Al Israel Airlines (Tel Aviv)
- Emirates Airlines (Dubai)
- Finnair (Helsinki)
- Helvetic Airways (Birmingham, Budapest, Brindisi, Jerez, Manchester, Ohrid, Olbia, Prague, Pula, Rijeka, Skopje)
- Iberia (Madrid)
- KLM Royal Dutch Airlines (Amesterdão)
- Lufthansa (Düsseldorf, Frankfurt, Hamburg, Munich)
- Qatar Airways (Doha)
- Singapore Airlines (Singapura)
- Swiss International Air Lines (Amsterdam, Athens, Bangkok-Suvarnabhumi, Barcelona, Belgrade, Berlin-Tegel, Boston, Brussels, Bucharest-Otopeni, Cairo, Catania, Chicago-O'Hare, Copenhague, Dar es Salaam, Delhi, Douala, Dubai, Dublin, Faro, Florence, Frankfurt, Geneva, Hamburg, Hanover, Hong Kong, Istanbul-Atatürk, Kiev-Boryspil, Jeddah, Johannesburg, Las Palmas, Lisbon, London-Heathrow, Los Angeles, Madrid, Malaga, Miami, Milan-Malpensa, Montréal, Moscow-Domodedovo, Mumbai, Munich, Muscat, Nairobi, New York-JFK, Nice, Oslo-Gardermoen [begins 19 June], Palma de Mallorca, Paris-Charles de Gaulle, Pristina, Riyadh, Rome-Fiumicino, Santiago de Chile [ends 28 March], St Petersburg, São Paulo-Guarulhos, Shanghai-Pudong, Singapore, Sofia, Stockholm-Arlanda, Tel Aviv, Thessaloniki, Tokyo-Narita, Valencia, Vienna, Yaoundé)
- Swiss European Air Lines (Amsterdam, Basel/Mulhouse, Birmingham, Brussels, Copenhague, Düsseldorf, Frankfurt, Geneva, Hamburg, Hanover, London-City, Luxembourg, Lyon, Mahon, Manchester, Milan-Malpensa, Munich, Nice, Nuremberg, Paris-Charles de Gaulle, Stuttgart, Venice-Marco Polo)
- TAP Portugal (Lisbon, Porto)
- Turkish Airlines (Istanbul-Atatürk)
- Ukraine International (Kiev-Boryspil)
- United Airlines (Washington-Dulles)